# مغامرات تشاك والأصدقاء
مغامرات تشاك والأصدقاء هو مسلسل أنيمشين ثلاثي الأبعاد، جنسيته أمريكي كندي، عرض لأول مره في 15 أكتوبر 2010، واستمر عرضه حتى 21 أبريل 2013 . تمت دبلجة المسلسل للغة العربية، وعُرض على قناة كرتون نتورك بالعربية في فقرة كارتونيتو، ولاحقًا على عدة قنوات عربية.

## روابط خارجية
- مغامرات تشاك والأصدقاء على موقع IMDb (الإنجليزية)
- مغامرات تشاك والأصدقاء على موقع نتفليكس (الإنجليزية)
- مغامرات تشاك والأصدقاء على موقع كينوبويسك (الروسية)
- مغامرات تشاك والأصدقاء على موقع قاعدة بيانات الفيلم (الإنجليزية)